# Ismael Ruiz Sánchez
Ismael Ruiz Sánchez, más conocido como Isma Ruiz, (Gójar, Granada, 14 de febrero de 2001) es un futbolista español que juega de centrocampista en el Córdoba C. F. de la Segunda División de España.

## Trayectoria
Comenzó su carrera deportiva en el Recreativo Granada en 2019, con el que debutó en Segunda División B el 17 de marzo en la derrota del filial granadino por 1-0 frente al C. D. Badajoz.
El 17 de diciembre de ese año debutó con el Granada C. F. en un partido de la Copa del Rey frente al C. E. L'Hospitalet.
El 8 de noviembre de 2020 debutó en Primera División, en un partido frente a la Real Sociedad, mientras que el 11 de marzo de 2021 debutó en competición europea, en la victoria por 2-0 del Granada frente al Molde FK, en la ida de los octavos de final de la Liga Europa de la UEFA.
El 19 de agosto de 2022 abandonó temporalmente el conjunto nazarí después de ser cedido a la U. D. Ibiza hasta junio de 2023. La temporada siguiente se desvinculó del Granada C. F. y fichó por el Córdoba C. F. con un contrato de tres años.

## Selección nacional
Ha sido internacional sub-18, sub-19 y sub-20 con la selección de fútbol de España.

## Estadísticas

### Clubes
Actualizado al último partido disputado el 17 de abril de 2022.
| Club                             | Div.          | Temporada     | Liga  | Liga  | Copas nacionales | Copas nacionales | Copas internacionales | Copas internacionales | Total | Total |
| Club                             | Div.          | Temporada     | Part. | Goles | Part.            | Goles            | Part.                 | Goles                 | Part. | Goles |
| -------------------------------- | ------------- | ------------- | ----- | ----- | ---------------- | ---------------- | --------------------- | --------------------- | ----- | ----- |
| Club Recreativo Granada · España | 2.ª B         | 2018-19       | 3     | 0     | ―                | ―                | ―                     | ―                     | 3     | 0     |
| Club Recreativo Granada · España | 2.ª B         | 2019-20       | 15    | 0     | ―                | ―                | ―                     | ―                     | 15    | 0     |
| Club Recreativo Granada · España | 2.ª B         | 2020-21       | 24    | 1     | ―                | ―                | ―                     | ―                     | 24    | 1     |
| Club Recreativo Granada · España | Total club    | Total club    | 42    | 1     | 0                | 0                | 0                     | 0                     | 42    | 1     |
| Granada C. F. · España           | 1.ª           | 2019-20       | 0     | 0     | 1                | 0                | ―                     | ―                     | 1     | 0     |
| Granada C. F. · España           | 1.ª           | 2020-21       | 1     | 0     | 2                | 0                | 1                     | 0                     | 4     | 0     |
| Granada C. F. · España           | 1.ª           | 2021-22       | 8     | 0     | 1                | 0                | ―                     | ―                     | 9     | 0     |
| Granada C. F. · España           | Total club    | Total club    | 9     | 0     | 4                | 0                | 1                     | 0                     | 14    | 0     |
| U. D. Ibiza · España             | 2.ª           | 2022-23       | 0     | 0     | 0                | 0                | ―                     | ―                     | 0     | 0     |
| U. D. Ibiza · España             | Total club    | Total club    | 0     | 0     | 0                | 0                | 0                     | 0                     | 0     | 0     |
| Total carrera                    | Total carrera | Total carrera | 51    | 1     | 4                | 0                | 1                     | 0                     | 56    | 1     |